# Misagria divergens
Misagria divergens is een libellensoort uit de familie van de korenbouten (Libellulidae), onderorde echte libellen (Anisoptera).
De wetenschappelijke naam Misagria divergens is voor het eerst geldig gepubliceerd in 1981 door De Marmels.